# Gerhard Munthe (kartograf)
Gerhard Munthe, född 4 januari 1795 i Ytre Kroken, Sogn, död där 15 december 1876, var en norsk kartograf och historiker.
Målaren Gerhard Munthe och författaren Margrethe Munthe var brorsbarn till honom.
Munthe tjänade som officer 1811-1830, varefter han helt ägnade sig åt kartografiska och historiska arbeten. Redan 1812 anställdes han vid den geografiska uppmätningen, där hans verksamhet fick grundläggande betydelse för landets kartografi.
Han deltog (från 1815) i utarbetandet av den av Carl af Forsell 1825 i Stockholm utgivna generalkartan över Skandinavien. Under åren 1826-32 utgav han tillsammans med N.A. Ramm Norges första amtskartor, över Smaalenenes, Akershus, Hedemarkens samt Jarlsberg og Larvik amt ("grevskabene"). Han utgav även bland annat Noregr. Det gamle Norge för aar 1500 (1840) och en historisk översiktskarta över de tre nordiska rikena under medeltiden (1842).
Vägbrytare var han genom sina geografiska anmärkningar till Jacob Aalls översättning av "Snorre Sturlesons norske kongers sagaer" (1838-39) och genom Norske stedsnavnes rette skrivemaade (1847), en revision av ortnamnen i den "nye matrikul" (1837).